# Ayot St. Lawrence
Ayot St. Lawrence es un pequeño pueblo y parroquia civil en Hertfordshire, entre Harpenden y Welwyn, al sudeste de Inglaterra.

## Patrimonio cultural
El dramaturgo George Bernard Shaw vivió en el pueblo, en Shaw's Corner, desde 1906 hasta su muerte en 1950 y cuyas cenizas se dispersaron por su jardín. La casa es propiedad del National Trust y está abierta al público.
Entre otros residentes del pueblo están el amigo, vecino y bibliógrafo de Shaw Stephen Winsten y su esposa, la artista Clare Winsten y la novelista y biógrafa Carola Oman.

## Servicios
El pueblo tiene un pub/posada, The Brocket Arms, que data del siglo XIV, y que tiene fama de estar encantado.
Cuenta con dos iglesias: Old St Lawrence Church, en el centro de la aldea, demolida parcialmente en 1775, porque obstruía la visión del nuevo hogar de sir Lionel Lyde. El mariscal de campo Frederick Rudolph Lambart, 10.º conde de Cavan, oficial del Ejército británico y jefe del estado mayor imperial, está enterrado en su cementerio; y la New St Lawrence Church, diseñada en un estilo neoclásico por Nicholas Revett, con una fachada con columnas dóricas de estilo palladiano.